# Birgitta Lindström
Birgitta Lindström (ur. 14 stycznia 1948) – fińska tenisistka; mistrzyni juniorskiego Wimbledonu 1966 w grze pojedynczej, reprezentantka Finlandii w Pucharze Federacji.
W 1966 roku Lindström, jako jedyna Finka w historii, wygrała wielkoszlemowy turniej juniorski, triumfując na wimbledońskiej trawie. W finale pokonała tenisistkę gospodarzy, Judy Congdon 7:5, 6:3. W 1968 roku w pierwszej rundzie seniorskiego Roland Garros jej rywalka, znana Kazuko Sawamatsu poddała się walkowerem. Ta nieoczekiwana sytuacja pozwoliła Fince na jedyny w karierze awans do drugiej rundy singlowego turnieju wielkoszlemowego. W następnym meczu przegrała bowiem z Kerry Melville. Swoich sił próbowała także podczas Wimbledonu 1969, ale od razu musiała uznać wyższość Nancy Richey. W grze podwójnej występowała przeważnie z własną siostrą, Christiną. W grze mieszanej jej partnerem był Brytyjczyk Ken Wooldridge.
W 1968 roku wystąpiła w Pucharze Federacji w barwach Finlandii w konfrontacji z Holenderkami. Skandynawki przegrały to spotkanie 0-3, Lindström zagrała wówczas w dwóch meczach.

## Finały juniorskich turniejów wielkoszlemowych

### Gra pojedyncza (1)
| Końcowy wynik | Rok  | Turniej   | Nawierzchnia | Przeciwniczka | Wynik finału |
| Zwyciężczyni  | 1966 | Wimbledon | Trawiasta    | Judy Congdon  | 7:5, 6:3     |